# ایلوچکا
ایلوچکا (به مجاری: Illocska) یک شهرداری در مجارستان است که در ناحیهٔ شیکلوش واقع شده‌است. ایلوچکا ۱۵٫۱ کیلومتر مربع مساحت و ۲۵۷ نفر جمعیت دارد.